# Куаниш (Актогайський район)
Куани́ш (каз. Қуаныш) — село у складі Актогайського району Карагандинської області Казахстану. Входить до складу Карамендебійського сільського округу.
Населення —  (2021; 290 у 2009, 295 у 1999, 341 у 1989).
Національний склад станом на 1989 рік:
- казахи — 100 %.